# Лаура Лопес Вентоса
Лаура Лопес (ісп. Laura López, 13 січня 1988) — іспанська ватерполістка, олімпійська медалістка.

## Виступи на Олімпіадах
| Олімпіада   | Дисципліна | Місце |
| ----------- | ---------- | ----- |
| Лондон 2012 | водне поло | 2     |